# Romulea bocchierii
Romulea bocchierii är en irisväxtart som beskrevs av Frignani och Iiriti. Romulea bocchierii ingår i släktet Romulea och familjen irisväxter.
Artens utbredningsområde är Sardinien. Inga underarter finns listade i Catalogue of Life.